# Protea subvestita
Protea subvestita (лат.) — кустарник или небольшое дерево, вид рода Протея (Protea) семейства Протейные (Proteaceae). Произрастает в регионах с летними дождями, растёт как большой куст или небольшое деревце. Соцветия от карминного, розового или оранжево-розового до кремово-белого.

## Таксономия
Вид был описан в 1901 году британским ботаником Николасом Эдвардом Брауном.

## Ботаническое описание
Protea subvestita — прямостоячий, густой, вечнозелёный кустарник или небольшое дерево высотой 2-5 м с одним стволом около 300 мм в диаметре. У него седые волоски на молодых стеблях, которые в зрелом состоянии становятся гладкими. Молодые листья покрыты лохматыми или пушистыми волосками, а в зрелом состоянии — гладкие. Листья от эллиптических до ланцетных, длиной около 50-110 мм и шириной 15-35 мм, загнуты вверх и сужаются к основанию. У растений, которые растут на больших высотах, особенно над линией снега, листья остаются опушёнными в течение длительного времени.
Продолговатые цветочные головки длиной 55-70 мм и диаметром 30-40 мм. Цветёт летом, с декабря по июнь, и более обильно дает в середине-конце лета, с января по март. Есть некоторые вариации в цвете и опушении цветочных головок. Цвет обворачивающих прицветников может быть карминным, кремово-белым или розовым, с белыми шелковистыми волосками или безволосым. Внутренние ряды обволакивающих прицветников имеют продолговатую форму и неплотно перекрывают друг друга, около 35-40 мм в длину и 8-12 мм в ширину, неплотно перекрываются, кончики загибаются вниз и наружу. Наружный ряд прицветников яйцевидной формы, плотно перекрывающихся, длиной 10-25 мм и шириной 7-10 мм, кончик заострён вверх.
Мужские и женские элементы находятся в одних и тех же цветках. Столбики длиннее обволакивающих прицветников и их легко увидеть, когда цветки распускаются. Плоды сохраняются на растении годами и созревают не менее 7 месяцев. В дикой природе плоды остаются на растении в течение многих лет до тех пор, пока растение не погибнет или не сгорит в лесном пожаре, или если насекомые не съедят стебель семян и не прекратится подача воды к семенным головкам.

Protea subvestita
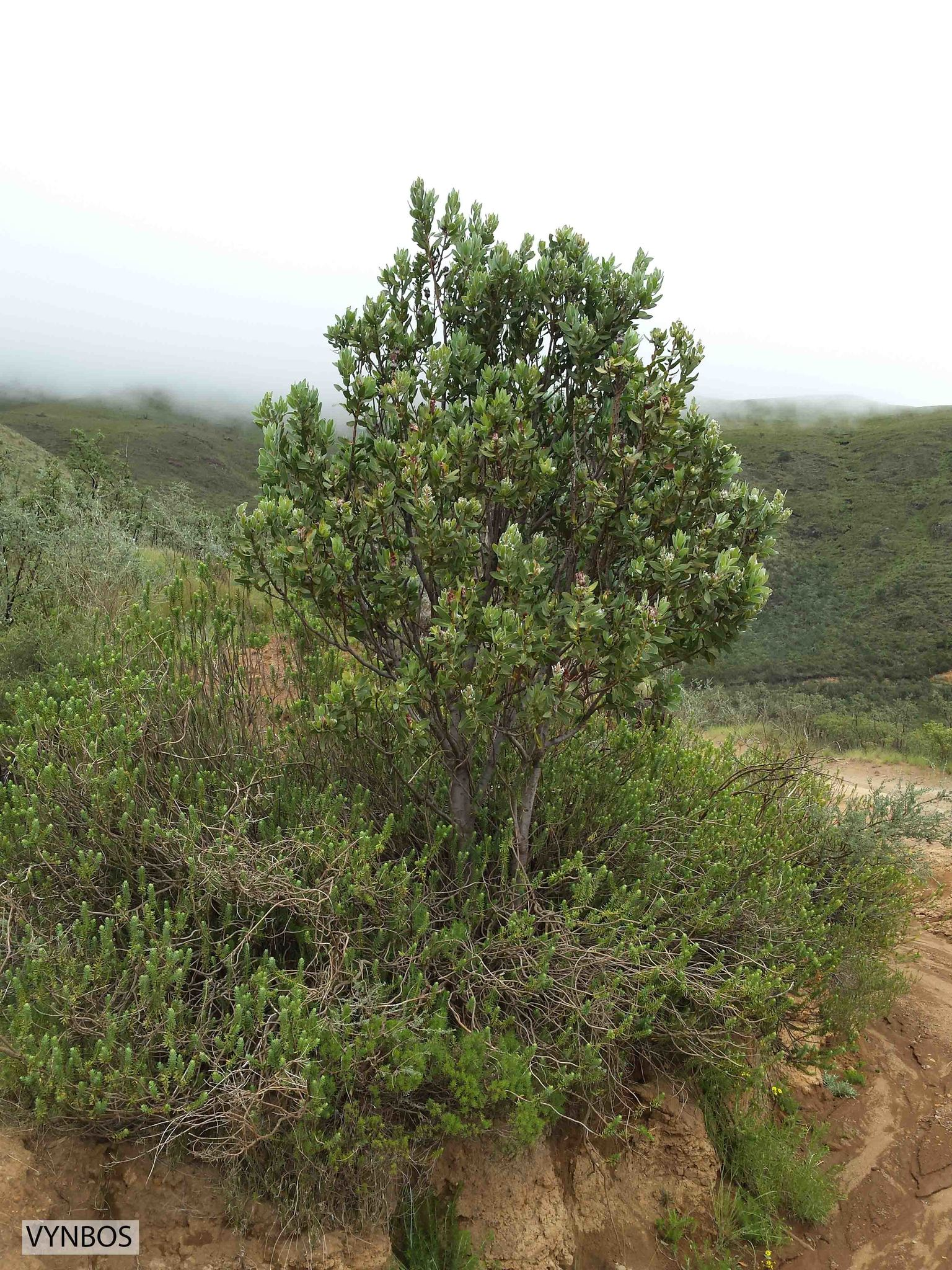
Дерево Protea subvestita
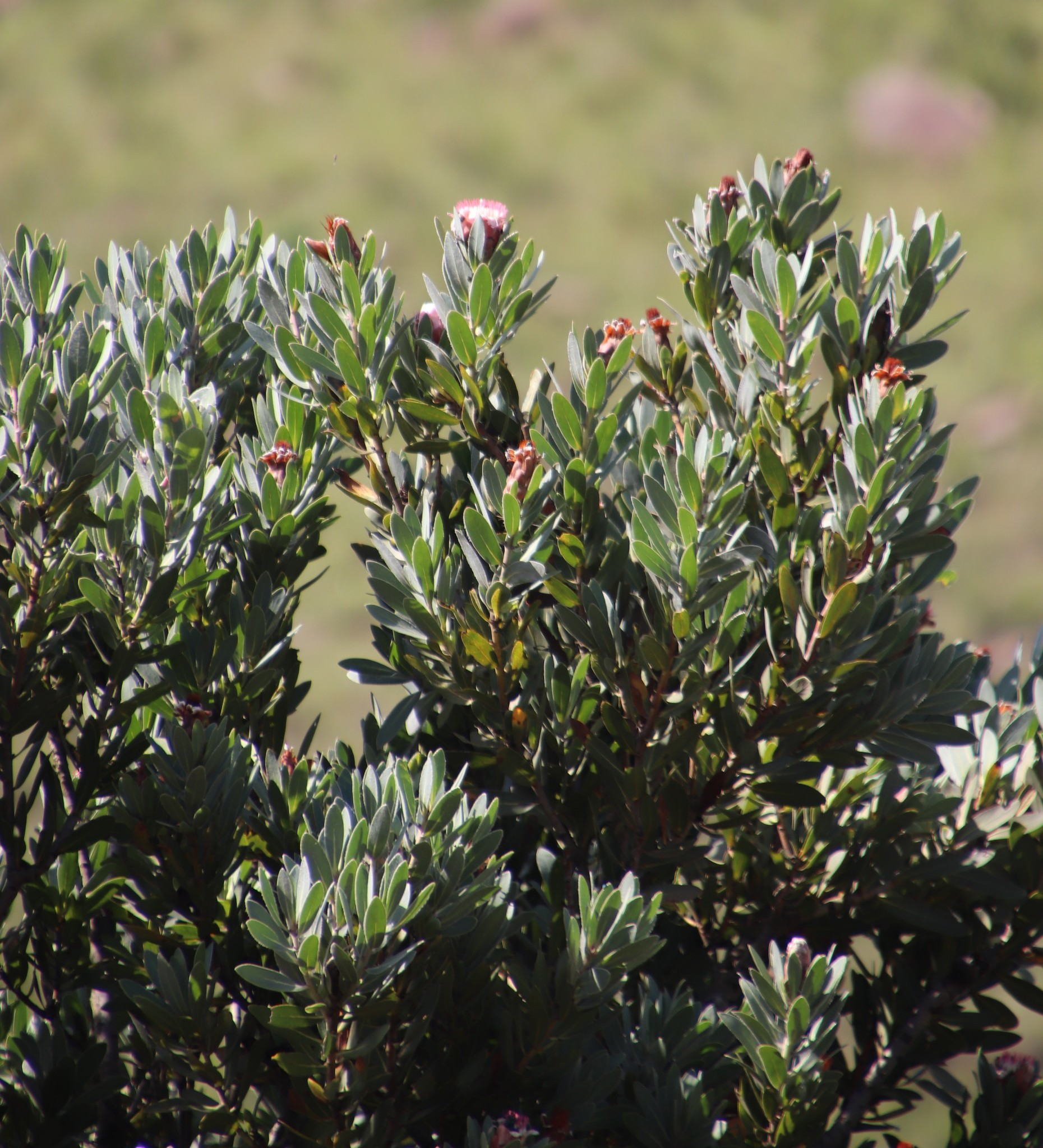
Кустарниковая форма
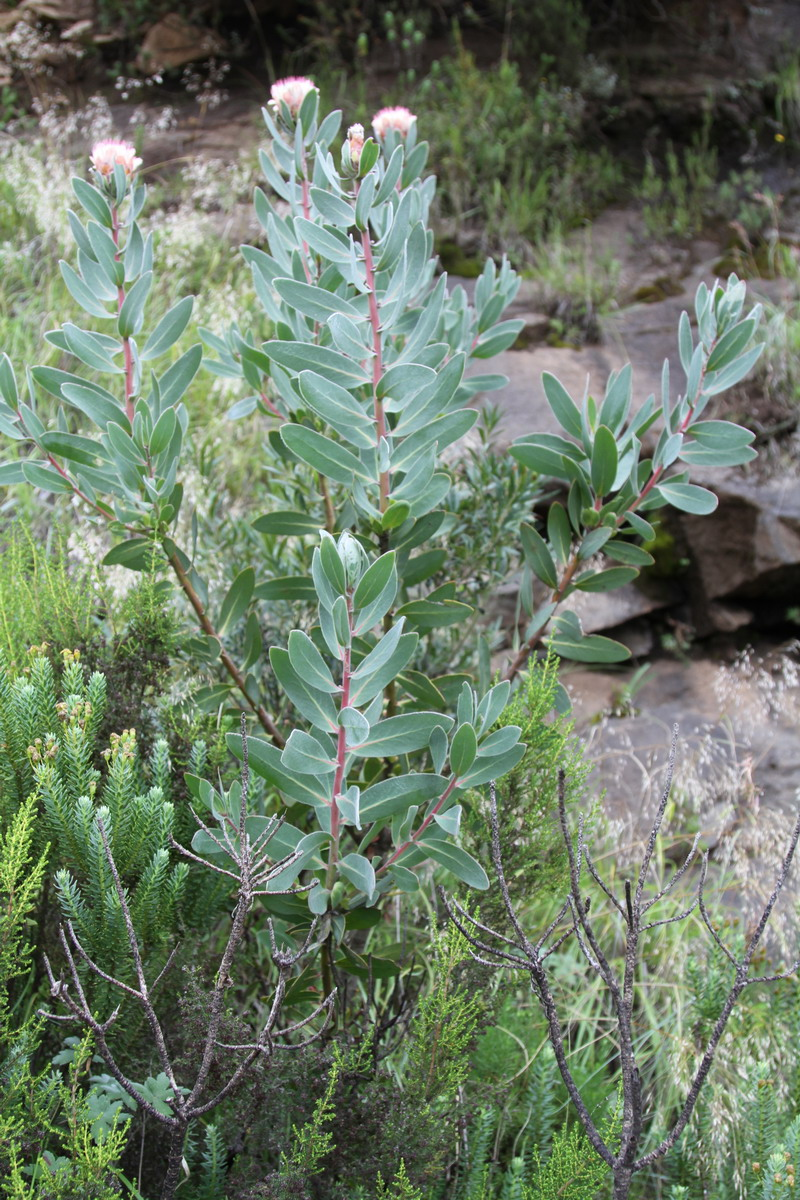
Кустарниковая форма
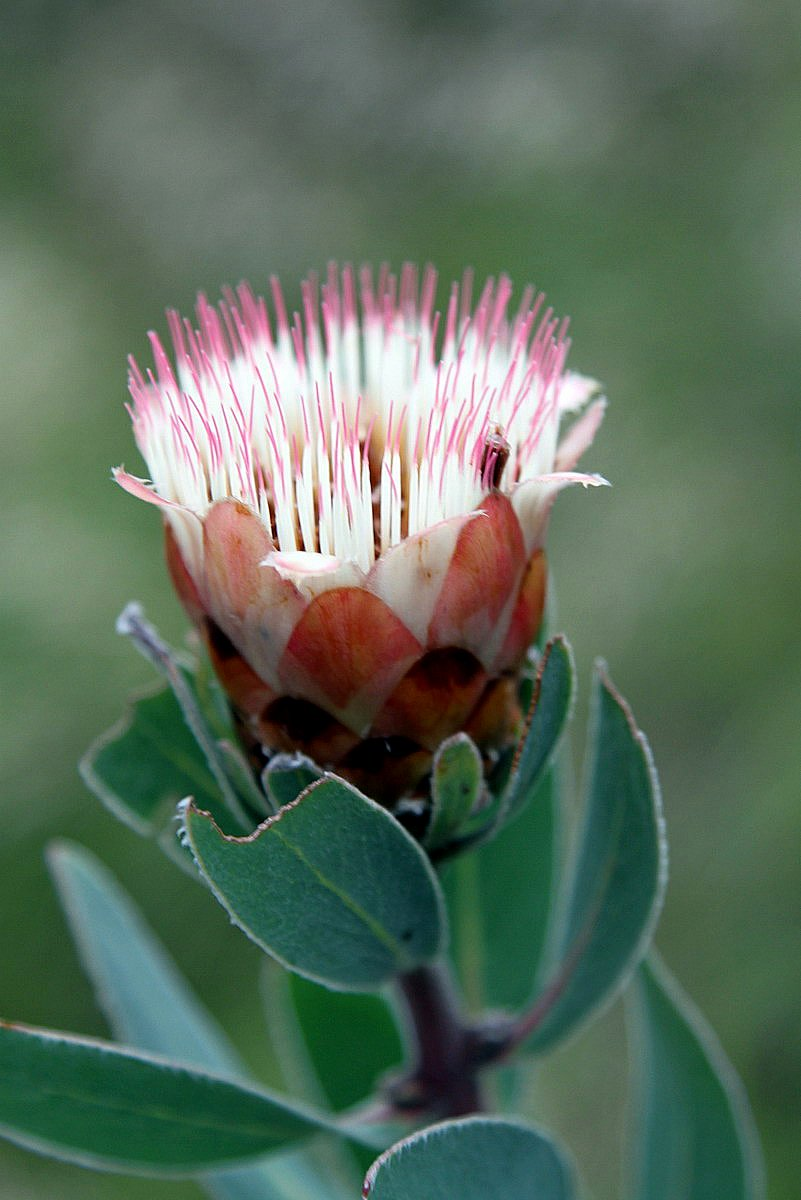
Соцветие

## Распространение и местообитание
Protea subvestita растёт на каменистых склонах из песчаника в районе с летними дождями от Большого Уступа возле Ваккерструма в Мпумаланге, через Квазулу-Натал до Сомерсет-Ист в Восточно-Капской провинции и ещё одной популяции в Кляйн-Свортерге. Было известно, что вид встречался в Лесото, хотя недавние исследования не выявили каких-либо популяций. Произрастает в горах, высокогорье, суурвельде и финбоше на высоте 1 200-2 300 м над уровнем моря. Также встречается с редкими пожарами в оврагах, уступах и на опушках леса.

## Охранный статус
Согласно Красному списку южноафриканских растений виду Protea subvestita не угрожает опасность. Он встречается более чем в 50 местах и не сильно фрагментирован. Растёт чаще всего в колониях, образующих открытый лес, редко в густых зарослях. Популяция сокращается из-за чрезмерной заготовки древесины на дрова, резьбы по дереву и сувениров, а также слишком частых пожаров в центральных районах Квазулу-Натал. Растения погибают при пожаре и, если следующий пожар произойдет до того, как молодые растения дадут семена для следующего поколения, для чего требуется по крайней мере 5 лет, то популяция может быть истреблена. Международный союз охраны природы классифицирует природоохранный статус вида как «вызывающий наименьшие опасения».